# Smoke Rings Sisters
Smoke Rings Sisters är en svensk vokaltrio från Göteborg bestående av sångerskorna Sara Ljunggren, Stina Klintbom och Theresa Skjolden. Gruppen bildades 2011 för att göra en hyllningskonsert till The Andrews Sisters tillsammans med storbandet Smoke Rings Big Band. 
Trion inriktar sig på jazz- och swingmusik från 1920-talet till 1960-talet och har gjort de egna produktionerna That Swing Thing, A Swingin' Christmas, Sweden Swings och Swing it Sisters. De har också gjort hyllningskonserter till Povel Ramel samt Goddag goddag, en föreställning kring Hasse å Tages texter och musik tillsammans med sångarna Erik Gullbransson och Mattias Palm. Hösten 2016 medverkade trion i musikalen Sugar- i hetaste laget på Sagateatern i Borås.
2017 vann Smoke Rings Sisters Göteborgsfinalen av P4 Nästa med den egenskrivna låten Welcome to our world. Till Göteborgs 400-årsjubileum 2021 släpptes hyllningslåten Vårt eget Göteborg tillsammans med bandet Gentlemen and Gangsters.